# Selbstannahme
Selbstannahme, auch Selbstakzeptanz bzw. Annahme seiner selbst, ist im Sinne der aristotelischen Mesotes-Lehre jene Tugend in der Mitte von Selbstsucht und Selbstverleugnung (verwandt: Selbstleugnung, Nietzsche: Selbstflucht).
In diesem Sinne ist sie auch weitgehend, aber nicht vollständig synonym mit Begriffen wie Selbstliebe, Selbstachtung, Selbstzuwendung, Selbstvertrauen und Selbstwert.
Zur Selbstannahme bzw. Selbstakzeptanz gehören die Fähigkeit zur Selbstkritik, Sinn für Humor, Flexibilität und Lebensfreude. Fehlende Selbstannahme bewirkt ein ständiges Suchen nach Anerkennung, ein Zuviel an Selbstakzeptanz Arroganz.
Als Philosophen der Selbstannahme gelten vor allem Romano Guardini und Paul Tillich (natürliche Selbstbestätigung, paradoxe Selbstannahme).
Das Christentum ist diejenige Religion, die die richtig verstandene Selbstverleugnung nicht zum Widerspruch, sondern zur Voraussetzung der Selbstannahme macht. (vgl. Mt. 16,24). Selbstverleugnung ist dann nicht Gegenteil von richtiger Selbstliebe, sondern von Selbstverliebtheit (bis hin zum pathologischen Narzissmus). Wer selbstverliebt ist, verliert sich an das Leben in der Welt und die Nachfolge aus dem Blick. Der sprachlich feine Unterschied zwischen Leugnung („gibt es nicht“) und Verleugnung („kenn' ich nicht“) kommt im christlichen Kontext in Bezug auf das Selbst also deutlicher zum Tragen.
In dieser asketischen Frage stimmen christliche mit buddhistischen Lehren weitgehend überein, auch darin, dass Selbstannahme die Kontemplation auf Gott bzw. das Göttliche voraussetzt, nicht jedoch darin, ob dies ein personales oder ein nicht-personales Gottesbild voraussetzt. Während Guardini christlich davon spricht, dass nur wer Gott kennt auch den Menschen kennt, gibt es buddhistisch dazu keine Entsprechung.